# Metallura theresiae
Metallura theresiae là một loài chim trong họ Trochilidae.